# Kościelisko
Kościelisko je polská vesnice, která leží pět kilometrů západně od Zakopaného. Tvoří ji 21 osad, které jsou rozptýlené na poľanách a stráních Palenice Kościeliské a Butorowego Wierchu na západní straně Gubalowského podhůří (nazývané též Pásmem Gubałowskim) v Podtatranské brázdě.

## Z historie
Obec vznikla v 17. a 18. století na místech pastýřské a hornické činnosti. Na lesních polanách vyrostly malé skupiny domů. Původně se jmenovala Poľana Kościeliska. Tvořily ji osady, které se v místních kronikách uvádějí jako: Blachówka (1623), Budzówka, Butorow, Chotarz, Czajki, Górkówka, Gronik, Groń, Karpielówka, Kierpcówka, Kiry (1646), Nędzówka, Pająkówka, Pitoniówka, Rysulówka, Sobiczkowa, Staszelówka, Sywarne, Szeligówka, Wojdyłówka.
Nejdříve zde byli pastýři. Po nich v 18. století sem král Stanislav August přivedl horníky a hutníky z Německa a ze Spiše, kteří měli dobývat a zpracovávat železnou rudu. Založili na východních svazích Ornaku v horní části Doliny Kościeliské první důl. Vytěženou rudu pak převáželi do dolní části doliny na zpracování. První pec na tavení postavili v roce 1767. V jejím okolí vyrostly další obytné domy, mlýn a hostinec. Rudu těžili i v dole Maturka ve Stoloch a na jiných místech.
Od roku 1790 Kościelisko patřilo k Zakopanému. Žilo zde okolo 500 obyvatel. Do kostela chodili v Zakopaném. Teprve v roce 1916 zde postavili nový kostel, farnost zřídili v roce 1923. Tehdy zde žilo už tisíc lidí. V Kościelisku se narodilo a žilo mnoho významných Poláků. Například literáti Andrzej Stopka Nazimek a Stanislaw Nędza Kubiniec. Žil tu legendární goral horský vůdce Jan Krzeptowski-Sabala, vlastním jménem Jan Krzeptowski a mnozí jiní. V prezidentské rezidenci tu odpočívali polští prezidenti Wojciech Jaruzelski, Lech Wałęsa i Aleksander Kwaśniewski. V letech 1973 – 1977 byla obec sídlem gminy Kościelisko-Witów. Po několika letech byla gmina včleněna do gminy Tatrzańskiej. Gmina Kościelisko byla obnovena v roce 1994. Kościelisko je často nazýváno "Sercem Podhala" (Srdcem Podhalí).

## Sportovní a turistické středisko
Kromě toho, že je východiskem mnoha vysokohorských tatranských turistických tras, je také místem, kde se pořádají biatlonové soutěže. Konají se zde mnohé kulturní a společenské akce, na kterých se prezentuje zejména Goralský folklór, zvyky a obyčeje. Centrum Kościeliska se nachází v osadě Szeligówka. Zde stojí kostel sv. Kazimira. Turistické trasy začínají dva kilometry jižněji u osady Kiry.  V okolí obce jsou hotely a penziony, dobré autobusové spoje a lyžařské vleky, cyklistické stezky a hřiště. Jsou zde dobré podmínky pro běžecké lyžování a sjezdové lyžování.